# Мальмальта (заказник)
Мальмальта — государственный природный ботанический заказник областного значения в Бурейском районе Амурской области. Создан в 2002 году, с целью сохранения и восстановления ценных в экологическом, научном, природоохранном отношении природных комплексов, ресурсов растительного и животного мира, редких и исчезающих видов животных и растений и их генофонда, а также дальнейшего развития системы особо охраняемых территорий Амурской области. Площадь охраняемой территории — 13200 га.

## Значение
Заказник создан с целью сохранения, воспроизводства и восстановления ценных в экологическом, научном, природоохранном отношениях природных комплексов, ресурсов растительного и животного мира, редких и исчезающих видов растений и животных и их генофонда, дальнейшего развития системы ООПТ Амурской области, а также компенсации потери части долины р. Буреи, затапливаемой Бурейской ГЭС. Охраняет места обитания значительного количества видов редких растений. Особое значение заказник имеет в связи с созданием водохранилища Бурейской ГЭС, компенсируя утрату значительного участка долины рек Бурея, затопленного водохранилищем ГЭС. Выступает в качестве площадки для проведения мониторинга состояния растительного и животного мира в связи с созданием Бурейской ГЭС.
На территории заказника запрещается любая деятельность, противоречащая целям создания государственного природного ботанического заказника или причиняет вред природным комплексам и их компонентам, в том числе:
— изменение исторически сложившегося охраняемого ландшафта;
— проведение работ, которые могут привести к нарушению гидрологического режима местности, почвенного покрова, возникновению и развитию эрозионных процессов;
— выполнение работ по геологическому изучению недр, разработка месторождений полезных ископаемых;
— строительство зданий и сооружений, не связанных с охраной и использованием заказника «Мальмальта», строительство линий электропередач, линий связи, дорог, трубопроводов и других линейных сооружений, за исключением строительства дорог противопожарного назначения, противопожарных минерализованных полос и противопожарных разрывов;
— нарушение мест произрастания видов растений, включенных в Красные книги РФ и Амурской области или являющихся редкими в заказнике «Мальмальта»;
— проведение неконтролируемого выжигания естественной растительности;
— заготовка и сбор дикорастущих растений, их плодов и семян, виды которых занесены в Красные книги РФ и Амурской области;
— подсочка лесных насаждений;
— рубки леса главного пользования;
— использование токсичных химических препаратов для охраны и защиты лесов, в том числе и в научных целях;
— изменение функционального назначения земельного участка или его части, если оно может привести к увеличению антропогенных нагрузок на природный комплекс заказника «Мальмальта»;
— загрязнение почв, замусоривание территории, захоронение мусора, устройство свалок.
Угрозы: браконьерство, пожары, рубка леса, подтопление со стороны водохранилища Бурейской ГЭС.

## История
Создан Постановлением главы администрации Амурской области "О образовании государственного ботанического заказника областного значения «Мальмальта» № 400 от 13 июня 2002 г.
Режим охраны и границы утверждены постановлением Губернатора Амурской области от 24 апреля 2006 г. N 200 «Об утверждении положений об особо охраняемых природных территориях областного значения амурской области».

## География
Расположен на берегу водохранилища Бурейской ГЭС.
Границы:
северная — по реке Улечит (правый приток реки Мальмальта) до её впадения в Бурейское водохранилище и далее по урезу воды Бурейского водохранилища до бывшего устья реки Мальмальта (затоплено);
южная — от бывшего устья реки Мальмальта по урезу воды Бурейского водохранилища до места впадения в водохранилище ключа Логинский;
западная — по ручью Логинский вверх по течению от устья до истока, далее через водораздел до истока безымянного правого притока реки Улечит и вниз по течению безымянного притока до места впадения в реку Улечит.

### Рельеф
Рельеф среднегорный, резко расчленённый, гребни горных гряд и увалов широкие, волнистые, вершины округлые. Склоны крутизной от 8-10º до 25º. Высоты колеблются от 250 до 690 м над уровнем моря, максимальная точка на горе Лобанова — 694 м над уровнем моря.

### Климат
Зима на территории заказника холодная, малоснежная. Самый холодный месяц — декабрь. Среднесуточная температура в этом месяце составляет −26,5°С. Ночью мороз может усиливаться до −40°С. Высота снегового покрова достигает максимума в феврале и в среднем составляет 15-20 см, в отдельные годы может значительно превышать норму. Почва промерзает до 260 см. Наибольшее количество осадков выпадает в ноябре — 17 мм. За зиму выпадает в среднем 47 мм осадков.
Весной выпадает в среднем 80 мм осадков, по месяцам они распределяются неравномерно: 30 мм в апреле и 50 мм в мае. Переход среднесуточной температуры через 0°С в большинстве лет наблюдается в начале 1-й декады апреля. Последний заморозок в воздухе во второй декаде мая.
Летом выпадает наибольшее количество осадков — в среднем 331 мм. Наибольшее количество в июле — 118 мм и августе — 123 мм. В эти месяцы часты туманы по утрам. Относительная влажность воздуха высокая — 80-93 %. Самый жаркий месяц — июль. Среднемесячная температура его составляет +20,4°С. В отдельные дни температура воздуха повышается до +30- +35°С, в остальные дни +25- +28°С. На почве в жаркие дни температура повышается до +55- +60°С.
Осень отличается значительными колебаниями температуры воздуха и небольшим количеством осадков в течение периода. Сумма осадков за сезон составляет 107 мм. Первый заморозок в воздухе наблюдается в начале третьей декады сентября. В начале второй декады октября среднесуточная температура опускается ниже 0°С. Сумма осадков за год составляет 565 мм. Сумма активных температур — 2140°С.

### Гидрография
Гидрографическая сеть заповедника включает реки и участки рек: Бурея, Мальмальта, Улечит, ключ Лосинский. Поймы рек Мальмальта, Улечит и ручья Лосинский местами заболочены. Правый берег реки Бурея, по которому проходит граница заказника, крутой и скалистый. Основное питание рек осуществляется атмосферными осадками, а также грунтовыми водами.

### Почвы
На вершинах сопок, малых гор и крутых склонах распространены бурые лесные кислые почвы, на пологих склонах бурые лесные кислые оподзоленные почвы. В поймах рек распространены аллювиальные луговые кислые и аллювиальные болотные почвы.

## Природа

### Флора
Тайга на территории заказника представленаглавным образом различными лиственничниками (рододендроновыми, багульниковыми, багульниково-сфагновыми и др.), занимающие речные террасы и северные затененные склоны речной долины. Вечная мерзлота, пожары и многолетние, часто бессистемные рубки способствовали образованию значительных по площади лиственничных редин, марей и гарей с порослью.
В начале XX века долина Буреи от Чекунды до Чеугды была занята темнохвойными лесами, в XXI веке сохранились только в днищах узких долин горных рек и ручьев, в труднодоступных для рубок местах. В результате пожаров и многолетних рубок на месте коренных лиственничников и ельников возникли производные березовые леса с участием березы белой и березово-осиновые леса с достаточно разнообразным подлеском и травяным покровом.
Неморальная растительность занимает относительно небольшую в сравнении с тайгой площадь. В долинах рек и на высоких террасах отмечены смешанные насаждения с участием широколиственных пород (лиственница Гмелина, пихта почкочешуйная, ель аянская, бархат амурский, дуб монгольский, липа амурская). В составе подлеска отмечены элеутерококк, калина бурятская, сирень амурская, крыжовник буреинский, бересклеты, клены, рододендрон даурский, лимонник китайский и др. Фрагменты таких лесов представлены в качестве небольших включений на юго-западных склонах. Склоны южной экспозиции заняты широколиственными лесами с дубом и липой, богатым подлеском и травянистым ярусом, в которых изредка встречается сосна корейская (кедр). Однако нередко формируются сообщества с березой даурской, так называемые парковые леса с участием степных видов. Фрагменты таких лесов отмечены в районе заказника.

#### Краснокнижные растения
Выявлены 17 видов краснокнижных растений, занесенных в Красные книги Амурской области, России:
- 1. Адлумия азиатская — Adlumia asiatica Ohwi
- 2. Адонис амурский — Adonis amurensis Regel et Radde
- 3. Бархат амурский — Phellodendron amurense Rupr.
- 4. Венерин башмачок пятнистый — Cypripedium guttatum Sw.
- 5. Диоскорея ниппонская — Dioscorea nipponica Makino
- 6. Зорька сверкающая — Lychnis fulgens Fisch. ex Curt.
- 7. Карагана маньчжурская — Caragana manshurica (Kom.) Kom
- 8. Кортуза амурская — Cortusa amurensis Fed.
- 9. Крыжовник буреинский — Grossularia burejensis (Fr. Schmidt) Berger
- 10. Лимонник китайский — Schisandra chinensis (Turcz.) Baill.
- 11. Норичник амгунский Scrophularia amgunensis Fr.Schmidt
- 12. Пион обратнояйцевидный — Paeonia obovata Maxim.
- 13. Свободноягодник колючий — Eleutherococcus senticosus (Rupr. et Maxim.) Maxim.
- 14. Сосна корейская — Pinus koraiensis Siebold et Zucc.
- 15. Траутветтерия японская — Trautvetteria japonica Siebold et Zucc.
- 16. Чубушник тонколистный — Philadelphus tenuifolius Rupr. et Maxim.
- 17. Ширококолокольчик крупноцветковый — Platycodon grandiflorus (Jacq.) A. DC.

### Фауна

#### Животные
Основные виды зайцеобразных, хищных и парнокопытных млекопитающих:
манчжурский заяц, заяц-беляк, алтайская пищуха, енотовидная собака, волк, обыкновенная лисица, бурый медведь, гималайский медведь, азиатский барсук, соболь, харза, ласка, горностай, колонок, американская норка, выдра, обыкновенная рысь, дальневосточный лесной кот, кабан, благородный олень, сибирская косуля, американский лось.

#### Птицы
На территории заказника гнездятся или бывают во время сезонных миграций следующие видов птиц: гуменник, белолобый гусь, кряква, мандаринка, хохлатый осоед, чёрный коршун, тетеревятник, перепелятник, рябчик, каменный глухарь, тетерев, фазан, бекас, вальдшнеп, речная крачка, кукушка, длиннохвостая неясыть, зимородок, удод, седой дятел, чёрный дятел, горная трясогузка, дрозд, азиатский черноголовый чекан, снегирь, чиж, ворона, ворон, голубая сорока и другие.

#### Рыбы
Дальневосточная ручьевая минога, таймень, ленок, амурский сиг, амурский хариус, амурская щука, амурский чебак, озёрный гольян, гольян Лаговского, обыкновенный гольян, амурский чебачок, амурский обыкновенный пескарь, пескарь Солдатова, обыкновенный верхогляд, монгольский краснопёр, обыкновенный горчак, колючий горчак, серебряный карась, сазан, сибирский голец, амурский вьюн, сибирская щиповка, амурский сом, косатка-скрипун, ротан, змееголов.